# PIAT

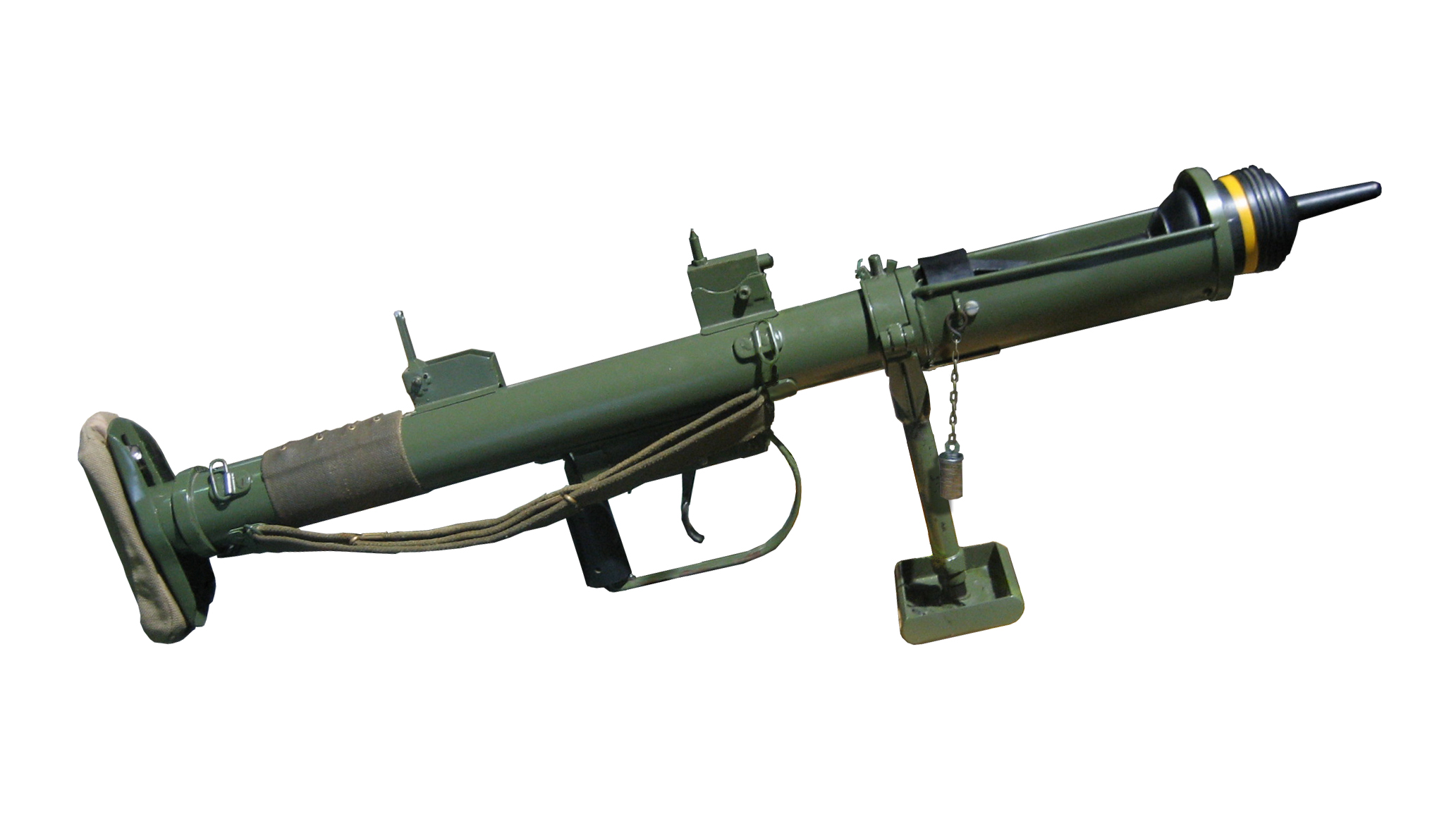
Um PIAT britânico.

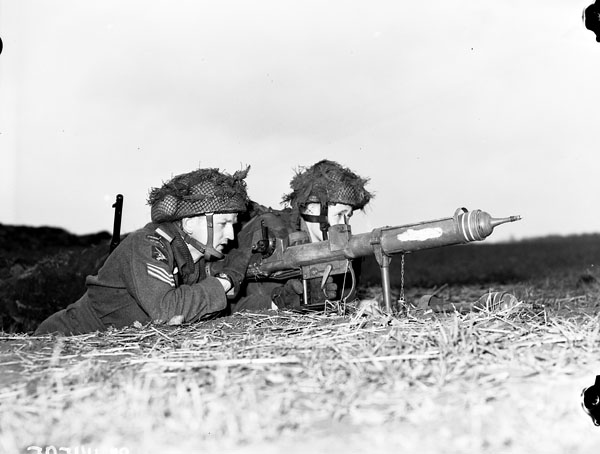
Soldados canadianos a utilizar uma PIAT

Projector Infantry Anti Tank (PIAT) foi uma das primeiras armas antitanque baseada na HEAT, desenvolvida pelo Exército Britânico em 1941, chegando em 1943 ao campo de batalha a tempo para a invasão da Sicília. Ao contrário da bazooka americana e a sua cópia Alemã, a Panzerschreck, a PIAT podia ser utilizada com mais segurança em espaços fechados, que facilitava a utilização em combate próximo e para ser disparada de dentro de edifícios.
No início da Segunda Guerra Mundial, os maiores exércitos encontravam-se a financiar pesquisas sob o HEAT, para produzir uma arma de infantaria capaz de derrotar os mais modernos veículos blindados. Os americanos e alemães concentraram-se em rockets para propulsionar as suas armas, mas em 1941 quando a PIAT começou a ser desenvolvida estes sistemas não encontravam-se ainda operacionais.
As primeiras versões utilizadas na Sicília provaram que era necessário um tiro "perfeito" ou então não explodia ao entrar em contacto com o alvo, ganhando assim muito depressa um desprezo por entre as tropas. O exército tratou então de desenvolver a PIAT, e já durante a invasão da ilha principal da Itália a arma encontrava-se melhorada. Então por sua vez, a PIAT poderia ser encontrada em todos teatros de batalha, embora a arma fosse considerada como um tiro-por-batalha devido a levar algum tempo a recarregar.

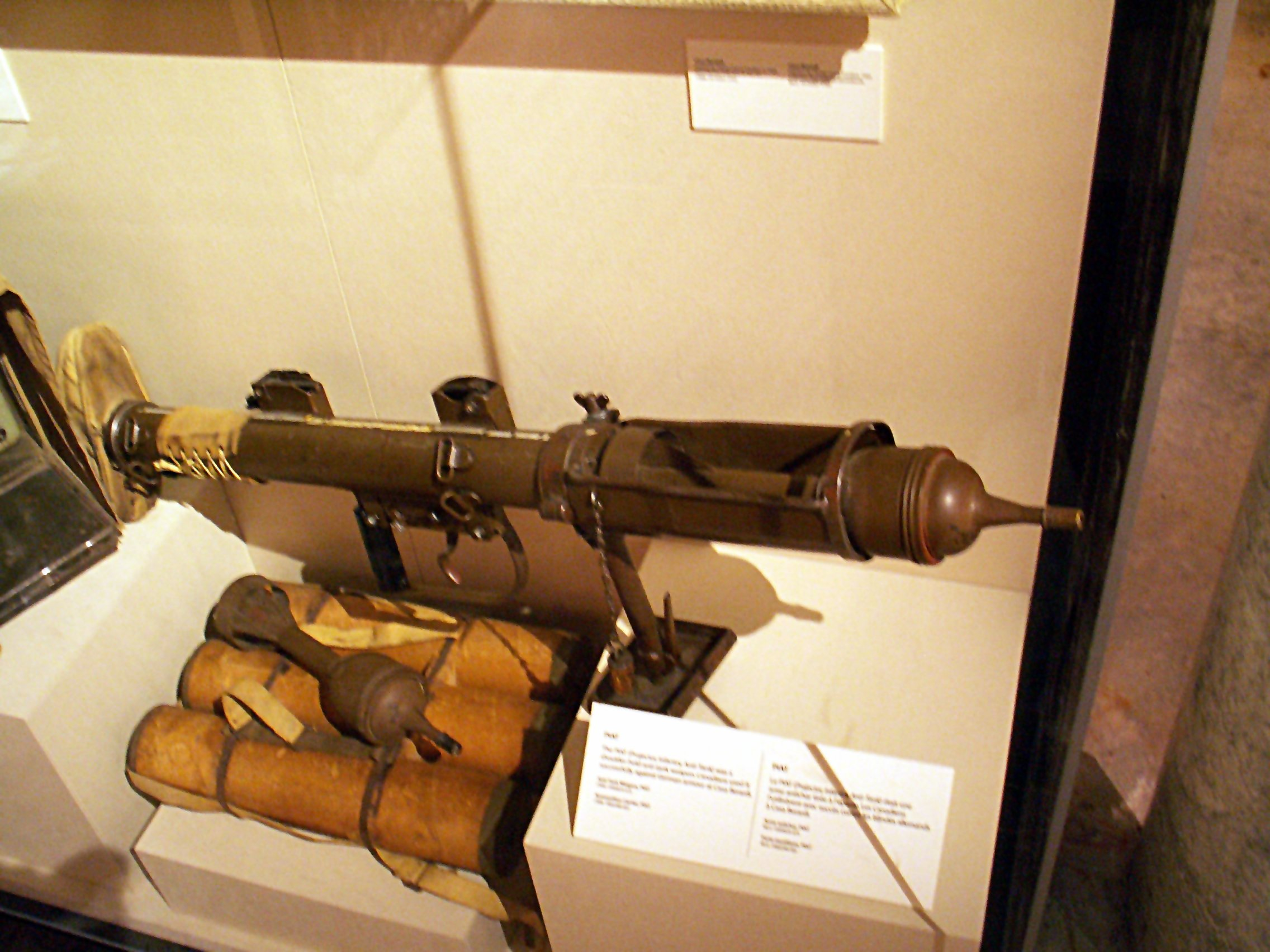
Uma PIAT e munições

A PIAT continuou como a principal arma antitanque no exército britânico até 1950, quando foi substituída pela bazooka M20 (85mm) americana, e mais tarde pela espingarda Carl Gustav.

## Especificações
- Fabricante: ICI Ltd., e outros.
- Serviço: 1940 - 1950
- Comprimento Total: 990mm
- Peso: 14.4kg (31.7 lbs)
- Peso projéctíl: 1.35 kg (3lb)
- Velocidade do açaime: 137 m/s or 450 ft/s
- Distância eficaz: 100 m

## Referencias
1. ↑  Clandestine Operations: The Arms and Techniques of the Resistance, 1941-1944, Pierre Lorain (1983) ISBN-100025752006